# Mazhar Krasniqi
Mazhar Krasniqi, né le 17 octobre 1931 en Pristina dans le royaume de Yougoslavie et mort le 8 août 2019[réf. nécessaire], est un chef de file de la communauté musulmane albanaise du Kosovo. Il a été le premier président de la Fédération des associations islamiques de Nouvelle-Zélande en 1979 et un militant des droits de l'homme.

## Présentation
Mazhar Shukri Krasniqi, fils de Shukri Krasniqi et Aisha Minushi, est né le 17 octobre 1931 à Pristina, Yougoslavie - capitale de l'actuelle au Kosovo. En 1950, il fuit le régime communiste de la Yougoslavie, et s'embarqua pour Nouvelle-Zélande à bord du bateau de réfugiés SS Goya. Il est arrivé dans la ville de Wellington, le 1er mai 1951 et commença à alterner différents emplois, y compris l'agriculture dans le Southland, dans les forages dans les régions de Waikato et Bay of Plenty.
Le 1er janvier 1956, il a assisté au «1er Congrès musulman organisé par la jeune Association des musulmans de Nouvelle-Zélande et est devenu un membre actif du Comité exécutif, dont il reste membre jusqu'à sa retraite en 1992. Il a été président à deux reprises, en 1975 et à nouveau en 1987.
En 1960, Krasniqi créé un restaurant nommé l'«Albanie» dans la banlieue de Panmure où il connut un grand succès et devint homme d'affaires. En 1970, il a ouvert un kiosque et, plus tard, mis en place la New Zealand Middle East Export Company
En 1965, Krasniqi a assisté à une importante conférence internationale à La Mecque, en Arabie saoudite et a ramené avec lui un document de 38 pages intitulé "Résolutions de la Conférence islamique générale, la deuxième session" en souvenir. Il a prolongé son séjour et établis des contacts importants avec un certain nombre d'Arabes et d'expatriés Albanais, qui étaient désireux d'importer de la viande halal en provenance de Nouvelle-Zélande.
Dans les années 1970 Krasniqi a établi de nombreux contacts avec les ambassades musulmanes à Wellington et à Canberra. Il a continué à assister à des conférences et des événements à l'étranger au nom de la communauté musulmane de Nouvelle-Zélande. Il a été également présent à la cérémonie de la pose la première pierre de la première mosquée de Nouvelle-Zélande, le 30 mars 1979 à Auckland. Les membres du Comité de la Mosquée - Mazhar Krasniqi, Hajji Abdul Rahim Rasheed, Said Alvi, Yakub Patel et Mohammed Hajji Mohammed Hussein Sahib - avaient tous hypothéqué leurs maisons pour réunir les fonds nécessaires à la construction. D'autres travaux de construction pour l'extension de la salle ont commencé en 1987 lorsque Krasniqi était président de l'Association des musulmans de Nouvelle-Zélande.

## Fédération des associations islamiques de Nouvelle-Zélande
À la suite de la cérémonie de fondation de la première mosquée de la Nouvelle-Zélande, Mazhar Krasniqi est devenu le premier président de la première organisation musulmane, de la Fédération des associations islamiques de Nouvelle-Zélande. Il a été élu au début de poste, le 15 avril 1979. La réunion a été, en fait, effectivement eu lieu au 17, rue Vermont propriété quelques semaines seulement avant le début des travaux a été de commencer la construction de la première mosquée.
Vers la fin de 1980, Muhammad Ali Harakan Hajji, Secrétaire général de l'autorité de la Ligue islamique mondiale (Rabitah Al-Alam Al-Islami), a accordé Rayes (littéralement en arabe «commandant») Mazhar Shukri Krasniqi le droit d'émettre des certificats halal à l'exportation de viande et de alimentaire de l'Arabie saoudite. Cinq ans plus tard, avec le Dr Ashraf Choudhary Hajji en tant que président de la Fédération des associations islamiques, et après de longues négociations avec la Nouvelle-Zélande, les producteurs de viande conseil, un contrat a été organisé. Krasniqi a été nommé la première île du Nord Halal superviseur, le 16 septembre 1985. Son travail lui a pris régulièrement pour les villages de Wairoa, Omahu et Morewa sur la côte Est. Il a démissionné en 1986.

## Retraite
Au cours de l'assemblée générale annuelle 1992 de l'Association des musulmans de Nouvelle-Zélande, Mazhar Shukri Krasniqi a été nommé patron et Haroon Rasheed Aziz est devenu président des Fidji. L'année suivante, à gauche Krasniqi communauté politique, et a pris sa retraite à la fois de la Nouvelle-Zélande et l'Association des musulmans de la Fédération des associations islamiques de Nouvelle-Zélande.
Toutefois, durant la crise au Kosovo en 1999 Krasniqi a persuadé le gouvernement néo-zélandais d'accepter immédiatement plus de 650 réfugiés albanais. Le 1er avril 1999, la Nouvelle-Zélande albanaise Civic League, dont Krasniqi a été président, a organisé une manifestation en mars et de centre d'Auckland pour exprimer leur soutien pour les États-Unis a mené des bombardements de l'OTAN Yougoslavie.
Le 31 décembre 2002, le Gouverneur général de la Nouvelle-Zélande décerné la Médaille du service de la Reine pour le service public sur Mazhar Krasniqi pour ses décennies de service à la communauté à la fois les Albanais et, plus largement, les communautés musulmanes au nom de Sa Majesté, la Reine Elizabeth II. La cérémonie d'investiture a eu lieu le vendredi 4 avril 2003, au gouvernement à la Chambre dans le centre de Wellington.
En août 2005, la Fédération des associations islamiques de Nouvelle-Zélande a célébré son jubilé d'argent plutôt modestement en publiant une brochure dans laquelle Mazhar Shukri Krasniqi a présenté une page de message de félicitations et de la paix, l'attribution de toute gloire à Allah seul. 
Cette même année, la Nouvelle Delhi fondé l'Institut d'études de l'objectif «libéré livre intitulé 100 Grande musulmans du XXe siècle qui a permis d'identifier le premier président de la Fédération des associations islamiques de Nouvelle-Zélande, Mazhar Krasniqi, entre eux. Son nom est d'ailleurs d'autres sommités du monde islamique, tels que H. Ahmed Deedat, Alija Izetbegović, le Dr Mahathir Mohamed, Al-Hajj Muhammad Husain Al Amini, l'Imam Hassan Al-Bana, Ismail Gaspraly-bey, le roi Abdul Aziz bin Abdul Rahman Al Saoud et King Faisal bin Abdul Aziz Al Saud, Malcolm X, Mohammed Jinnah, Maulana Muhammad Ilyas, Muhammad Asad, le professeur Ahmad Kurshid, l'ayatollah Ruhollah Musavi Khomeini, Sayyid Qutb, Sheikh Ahmad Yassin, Syed Abul Ala Mawdudi et beaucoup, beaucoup plus.